# Emilio Pérez de Rozas i Arribas
Emilio Pérez de Rozas i Arribas (Barcelona, 8 de juny del 1952) és un fotògraf i periodista català.
Es va llicenciar en Ciències de la informació a la UAB, en la primera promoció de la Facultat. Germà de Carlos Pérez de Rozas i Arribas, fill de Carlos Pérez de Rozas y Sáenz de Tejada, fotoperiodista de La Vanguardia, i membre d'una família de fotoperiodistes. Resideix a Palma, encara que cada setmana passa uns dies a Barcelona.
Va començar professionalment a l'Agència EFE i al departament de fotografia aleshores conegut com a Cifra Gráfica. Va ser secretari de redacció de la desapareguda revista satírica de l'esport Barrabás. Va ser membre, amb Antonio Franco, de l'equip de periodistes que va crear El Periódico de Catalunya el 1978. El 1992 va esdevenir sotsdirector d'esports del diari que va cofundar i, durant un mes, va crear i editar un suplement olímpic diari que va obtenir diversos premis. També ha estat col·laborador de la cadena COPE.
Actualment és redactor sènior d'esports a El Periódico.